# Bekim Balaj
Bekim Balaj, né le 11 janvier 1991 dans la Shkodër, est un footballeur international albanais. Il évolue au poste d'attaquant.

## Carrière
Il joue son premier match international le 17 février 2010 lors d'un match amical contre le Kosovo. Toutefois, ce match n'est pas reconnu par la FIFA.
Il inscrit son premier but en sélection le 7 septembre 2014, lors d'un match contre le Portugal rentrant dans le cadre des éliminatoires de l'Euro 2016.
Par la suite, il se voit retenu par le sélectionneur Gianni De Biasi afin de participer à l'Euro 2016 organisé en France.

## Statistiques
| Saison                | Club                         | Championnat           | Championnat | Championnat | Coupe(s) nationale(s) | Coupe(s) nationale(s) | Compétition(s) continentale(s) | Compétition(s) continentale(s) | Compétition(s) continentale(s) | Total | Total |
| Saison                | Club                         | Division              | M.          | B.          | M.                    | B.                    | Comp.                          | M.                             | B.                             | M.    | B.    |
| 2007-2008             | KF Vllaznia Shkodër          | Kategoria Superiore   | 1           | 0           | -                     | -                     | -                              | -                              | -                              | 1     | 0     |
| 2008-2009             | KF Vllaznia Shkodër          | Kategoria Superiore   | 7           | 0           | 5                     | 1                     | -                              | -                              | -                              | 12    | 1     |
| 2009-2010             | KF Vllaznia Shkodër          | Kategoria Superiore   | 30          | 9           | 6                     | 5                     | C3                             | 4                              | 0                              | 40    | 14    |
| Sous-total            | Sous-total                   | Sous-total            | 38          | 9           | 11                    | 6                     | -                              | 4                              | 0                              | 53    | 15    |
| 2010-2011             | Gençlerbirliği SK            | Süper Lig             | 1           | 0           | 1                     | 0                     | -                              | -                              | -                              | 2     | 0     |
| 2010-2011             | KF Tirana                    | Kategoria Superiore   | 13          | 2           | 4                     | 1                     | -                              | -                              | -                              | 17    | 3     |
| 2011-2012             | KF Tirana                    | Kategoria Superiore   | 24          | 13          | 15                    | 9                     | C3                             | 2                              | 0                              | 41    | 22    |
| 2012-2013             | KF Tirana                    | Kategoria Superiore   | -           | -           | -                     | -                     | C3                             | 2                              | 0                              | 2     | 0     |
| Sous-total            | Sous-total                   | Sous-total            | 37          | 15          | 19                    | 10                    | -                              | 4                              | 0                              | 60    | 25    |
| 2012-2013             | AC Sparta Prague             | Synot liga            | 12          | 3           | 3                     | 0                     | C3                             | 5                              | 1                              | 20    | 4     |
| 2013-2014             | Jagiellonia Białystok (prêt) | Ekstraklasa           | 31          | 7           | 6                     | 2                     | -                              | -                              | -                              | 37    | 9     |
| 2014-2015             | SK Slavia Prague             | Synot liga            | 13          | 3           | 1                     | 0                     | -                              | -                              | -                              | 14    | 3     |
| 2014-2015             | HNK Rijeka                   | Prva HNL              | 15          | 9           | 3                     | 1                     | -                              | -                              | -                              | 18    | 10    |
| 2015-2016             | HNK Rijeka                   | Prva HNL              | 31          | 9           | 4                     | 1                     | C3                             | 2                              | 0                              | 37    | 10    |
| Sous-total            | Sous-total                   | Sous-total            | 46          | 18          | 7                     | 2                     | -                              | 2                              | 0                              | 55    | 20    |
| 2016-2017             | Akhmat Grozny                | Premier Liga          | 26          | 9           | 1                     | 0                     | -                              | -                              | -                              | 27    | 9     |
| 2017-2018             | Akhmat Grozny                | Premier Liga          | 13          | 0           | -                     | -                     | -                              | -                              | -                              | 13    | 0     |
| 2018-2019             | Akhmat Grozny                | Premier Liga          | 22          | 3           | 2                     | 1                     | -                              | -                              | -                              | 24    | 4     |
| Sous-total            | Sous-total                   | Sous-total            | 61          | 12          | 3                     | 1                     | -                              | -                              | -                              | 64    | 13    |
| 2019-2020             | Sturm Graz                   | Bundesliga            | 28          | 6           | 3                     | 1                     | -                              | -                              | -                              | 31    | 7     |
| 2020-2021             | Sturm Graz                   | Bundesliga            | 29          | 3           | 4                     | 4                     | -                              | -                              | -                              | 33    | 7     |
| Sous-total            | Sous-total                   | Sous-total            | 57          | 9           | 7                     | 5                     | -                              | -                              | -                              | 64    | 14    |
| 2021-2022             | FK Nijni Novgorod            | Premier Liga          | 15          | 0           | -                     | -                     | -                              | -                              | -                              | 15    | 0     |
| 2021-2022             | Boluspor                     | Süper Lig             | 14          | 4           | -                     | -                     | -                              | -                              | -                              | 14    | 4     |
| 2022-2023             | Ankara Keçiörengücü SK       | Süper Lig             | 14          | 1           | 2                     | 2                     | -                              | -                              | -                              | 16    | 3     |
| 2022-2023             | KF Vllaznia Shkodër          | Kategoria Superiore   | 20          | 3           | 5                     | 0                     | -                              | -                              | -                              | 25    | 3     |
| 2023-2024             | KF Vllaznia Shkodër          | Kategoria Superiore   | 34+2        | 17+1        | 5                     | 3                     | -                              | 2                              | 1                              | 43    | 22    |
| 2024-2025             | KF Vllaznia Shkodër          | Kategoria Superiore   | 34+2        | 17+2        | 4                     | 1                     | -                              | 2                              | 0                              | 42    | 20    |
| Sous-total            | Sous-total                   | Sous-total            | 92          | 40          | 14                    | 4                     | -                              | 4                              | 1                              | 110   | 45    |
| Total sur la carrière | Total sur la carrière        | Total sur la carrière | 431         | 121         | 74                    | 32                    | -                              | 19                             | 2                              | 524   | 155   |

### En sélection nationale
| Saison                | Sélection             | Phases finales        | Phases finales | Phases finales | Phases finales | Éliminatoires | Éliminatoires | Éliminatoires | Ligue Nations | Ligue Nations | Ligue Nations | Matchs amicaux | Matchs amicaux | Matchs amicaux | Total | Total | Total |
| Saison                | Sélection             | Compétition           | M              | B              | Pd             | M             | B             | Pd            | M             | B             | Pd            | M              | B              | Pd             | M     | B     | Pd    |
| --------------------- | --------------------- | --------------------- | -------------- | -------------- | -------------- | ------------- | ------------- | ------------- | ------------- | ------------- | ------------- | -------------- | -------------- | -------------- | ----- | ----- | ----- |
| 2009-2010             | Albanie               | -                     | -              | -              | -              | -             | -             | -             | -             | -             | -             | 1              | 1              | 0              | 1     | 1     | 0     |
| 2012-2013             | Albanie               | -                     | -              | -              | -              | -             | -             | -             | -             | -             | -             | 2              | 0              | 0              | 2     | 0     | 0     |
| 2013-2014             | Albanie               | -                     | -              | -              | -              | 1             | 0             | 0             | -             | -             | -             | 1              | 0              | 0              | 2     | 0     | 0     |
| 2014-2015             | Albanie               | -                     | -              | -              | -              | 3             | 1             | 0             | -             | -             | -             | 3              | 0              | 0              | 6     | 1     | 0     |
| 2015-2016             | Albanie               | Euro 2016             | 1              | 0              | 0              | 2             | 0             | 0             | -             | -             | -             | 3              | 0              | 0              | 6     | 0     | 0     |
| 2016-2017             | Albanie               | -                     | -              | -              | -              | 4             | 2             | 0             | -             | -             | -             | 1              | 1              | 0              | 5     | 3     | 0     |
| 2017-2018             | Albanie               | -                     | -              | -              | -              | -             | -             | -             | -             | -             | -             | 3              | 0              | 0              | 3     | 0     | 0     |
| 2018-2019             | Albanie               | -                     | -              | -              | -              | 3             | 1             | 0             | 4             | 0             | 0             | 2              | 1              | 0              | 9     | 2     | 0     |
| 2019-2020             | Albanie               | -                     | -              | -              | -              | 4             | 1             | 0             | -             | -             | -             | -              | -              | -              | 4     | 1     | 0     |
| 2020-2021             | Albanie               | -                     | -              | -              | -              | -             | -             | -             | 3             | 0             | 0             | 3              | 1              | 0              | 6     | 1     | 0     |
| 2021-2022             | Albanie               | -                     | -              | -              | -              | 2             | 0             | 0             | 2             | 0             | 0             | 1              | 1              | 0              | 5     | 1     | 0     |
| Total sur la carrière | Total sur la carrière | Total sur la carrière | 1              | 0              | 0              | 19            | 5             | 0             | 9             | 0             | 0             | 20             | 5              | 0              | 49    | 10    | 0     |

## Palmarès

### En club
Il remporte deux coupe d'Albanie avec le KF Tirana en 2011 et en 2012, ainsi que la Supercoupe d'Albanie en 2012.
Il est vice-champion de Tchéquie en 2013 avec le Sparta Prague et vice-champion de Croatie en 2016 avec le HNK Rijeka.
Avec le KF Vllaznia Shkodër, il est finaliste de la Coupe d'Albanie en 2010 après avoir été vice-champion d'Albanie en 2009. Il est de nouveau finaliste du championnat d'Albanie en 2025.
| KF Tirana (2) | Sparta Prague                                      | HNK Rijeka                                        | KF Vllaznia Shkodër                                                                         |
| --- | -------------------------------------------------- | ------------------------------------------------- | ------------------------------------------------------------------------------------------- |
| - Championnat d'Albanie - Vice-champion : 2009 et 2025 - Coupe d'Albanie - Vainqueur : 2011 et 2012 - Supercoupe d'Albanie - Vainqueur : 2012 | - Championnat de Tchéquie : - Vice-champion : 2013 | - Championnat de Croatie : - Vice-champion : 2016 | - Championnat d'Albanie - Vice-champion : 2009 et 2025 - Coupe d'Albanie - Finaliste : 2010 |